# 工藤美代子
工藤 美代子（くどう みよこ、1950年3月27日 - ）は、日本のノンフィクション作家。怪談エッセイなどでも知られる。本名は加藤 美代子（かとう みよこ）。

## 略歴・人物
1991年、『工藤写真館の昭和』で講談社ノンフィクション賞受賞。1993年、元集英社出版部長の加藤康男（元恒文社専務取締役、現ノンフィクション作家）と結婚。
新しい歴史教科書をつくる会副会長や国家基本問題研究所評議員を務めていた。
関東大震災朝鮮人虐殺事件に関する、近年の新たな否定論の提唱者で、著書『関東大震災「朝鮮人虐殺」の真実』（2009年）において震災時に朝鮮人暴動は実際にあったとし、最終的にその根拠を、当時の内務大臣であった後藤新平が警視庁官房主事の正力松太郎に、暴動が実際にあった、（したがって、自警団の朝鮮人殺害は正当だが）朝鮮人の報復がお上に向かうといけないから自警団には引いてもらう、自警団はねぎらうつもりだと述べたことだとする。この話を正力が工藤の父である池田恒雄に語り、工藤自身はこの話を亡くなった父から生前に聞いていたとする。しかし、この工藤の主張は池田の死後になってなされたもので、池田が生前にこのようなことを語っていたことを示す客観的な証拠は無く、また、正力自身はその回想録等で当時の朝鮮人殺害を根拠の無い風聞に基づく虐殺事件としていることと矛盾する。なお、夫の加藤康男は、工藤のこの著書が、実際には自身との共同執筆であったとして、2014年にあらためて加藤単独の著者名により新版（書名『関東大震災「朝鮮人虐殺」はなかった！』）を出版している（両者の共著とはしていない）。

## 著作

### 単著
- 『黄色い兵士達 - 第一次大戦日系カナダ義勇兵の記録』(恒文社 1983年)
- 『写婚妻 - 花嫁は一枚の見合い写真を手に海を渡っていった』(ドメス出版 1983年)
- 『カナダ遊妓楼に降る雪は』(晶文社 1983年、のち集英社文庫)
- 『聖林からヒロシマへ - 映画カメラマン・ハリー三村の人生』(晶文社 1985年)
- 『旅人たちのバンクーバー - わが青春の田村俊子』(筑摩書房 1985年、のち集英社文庫)
- 『女が複眼になるとき - 体験的カナディアン・ライフ』(大和書房 1986年、のち講談社文庫) エッセイ
- 『幻の町幻の女 - カンバーランド』(朝日新聞社 1986年)
- 『双葉山はママの坊や』(文藝春秋 1987年) 『一人さみしき双葉山』と改題、ちくま文庫)
- 『海を渡った力士たち - ハワイ相撲の百年』(ベースボール・マガジン社 1988年)
- 『ホテル・ウランバートル』(作品社 1990年) 
  - モンゴル語訳 “Монголыг сэрээсэн ардчиллын салхи” (チョナイ・クランダ訳、インテルノム書店（モンゴル語版） 2020年)[8]
※モンゴル語の題名は「モンゴルを覚醒させた民主主義の風」の意
- 『工藤写真館の昭和 本所区東両国』朝日新聞社 1990年、のち講談社文庫
- 『チャスラフスカの証言 - チェコスロヴァキア民主化への道』(ベースボール・マガジン社 1990年)
- 『哀しい目つきの漂流者』(集英社 1991年、のち文庫)
- 『成吉思汗(チンギスハーン)の末裔』(宇佐美博幸写真、ベースボール・マガジン社 1991年)
- 『悲劇の外交官 - ハーバート・ノーマンの生涯』(岩波書店 1991年) 
  - 改題『スパイと言われた外交官 ハーバート・ノーマンの生涯』、ちくま文庫、2007年
- 『日本人が変わった-ふくらんだ泡が弾けて』(毎日新聞社 1992年)
- 『40歳、夢の途中』(筑摩書房 1993年)
- 『寂しい声 - 西脇順三郎の生涯』(筑摩書房 1994年)
- 『カラコルムの風』(産経新聞ニュースサービス 1994年)
- 『ラフカディオ・ハーン 漂泊の魂』(日本放送出版協会 1994年、NHK人間大学） - のちNHKライブラリー
- 『マルティニーク熱帯紀行 - ラフカディオ・ハーン追想』(恒文社 1995年)
- 『夢の途上 ラフカディオ・ハーンの生涯 アメリカ編』(集英社 1997年、ランダムハウス講談社文庫 2008年
- 『日々是怪談』(中央公論社 1997年、のち文庫
- 『ハツエザウルスは今日も笑う』(新潮社 1998年)
- 『女の大転換期 明るく元気に更年期を乗り切りたい』(世界文化社 1998年)
- 『熱い海 - 春廼家お花一代』(平凡社 1999年)
- 『聖霊の島 ラフカディオ・ハーンの生涯 ヨーロッパ編』(集英社 1999年、ランダムハウス講談社文庫 2008年
- 『サムソナイトをひきずって』(世界文化社 2000年)
- 『野の人會津八一』(新潮社 2000年)
- 『香淳皇后 - 昭和天皇と歩んだ二十世紀』(中央公論新社 2000年
  - 改題『香淳皇后と激動の昭和』中公文庫、2006年
- 『黄昏の詩人 堀口大學とその父のこと』(マガジンハウス 2001年)
- 『マッカーサー伝説』(恒文社21 2001年)
- 『ジミーと呼ばれた日 - 若き日の明仁天皇』(恒文社21 2002年) 、のち幻冬舎文庫「ジミーと呼ばれた天皇陛下」
- 『神々の国 - ラフカディオ・ハーンの生涯 日本編』(集英社、2003年／ランダムハウス講談社文庫、2008年）
- 『海燃ゆ 山本五十六の生涯』(講談社、2004年)
- 『それにつけても今朝の骨肉』(筑摩書房 2006年)
- 『石原慎太郎の連隊旗―その人間力に迫る』(ワック 2006年)
- 『快楽 - 更年期からの性を生きる』中央公論新社 2006年、中公文庫 2009年
- 『われ巣鴨に出頭せず―近衛文麿と天皇』日本経済新聞社 2006年／中公文庫、2009年
- 『母宮貞明皇后とその時代 三笠宮両殿下が語る思い出』中央公論新社 2007年、中公文庫、2010年
- 『大東亜戦争の指揮官たち』(ワック、2007年) ISBN 9784898315699
- 『良寛の恋 炎の女貞心尼』(講談社、2007年) ISBN 978-4-06-269271-7
- 『昭和維新の朝―二・二六事件と軍師斎藤瀏』日本経済新聞出版社 2008年／ちくま文庫、2010年
- 『国母の気品 - 貞明皇后の生涯』清流出版、2008年 ISBN 486029260X
- 『近衛家七つの謎 誰も語らなかった昭和史』(PHP研究所 2009年)、近衛文隆の伝記
- 『炎情‐熟年離婚と性』中央公論新社、2009年、のち文庫
- 『余韻のある生き方』PHP新書、2009年
- 『関東大震災 「朝鮮人虐殺」の真実』[2]産経新聞出版、2009年
  - 加藤康男『関東大震災「朝鮮人虐殺」はなかった!』[2]ワック文庫（文庫化に際し夫名義に変更）
- 『赫奕たる反骨 吉田茂』日本経済新聞出版社、2010年
- 『悪名の棺 笹川良一伝』幻冬舎、2010年、のち文庫
- 『もしもノンフィクション作家がお化けに出会ったら』メディアファクトリー、2011年、のち角川文庫
- 『炎情2 熟年性愛の対価』中央公論新社、2011年、のち「快楽一路 恋は灰になるまで」文庫
- 『絢爛たる悪運 岸信介伝』幻冬舎、2012年、のち「絢爛たる醜聞 岸信介伝」文庫
- 『なぜノンフィクション作家はお化けが視えるのか』中公文庫、2012年
- 『百花繚乱―熟女が迎える生と性』海竜社、2012年
- 『悪童殿下 - 愛して怒って闘って 寬仁親王の波瀾万丈』幻冬舎、2013年
- 『うつ病放浪記 絶望をこえて生きる』講談社、2013年
- 『恋づくし 宇野千代伝』中央公論新社、2015年
- 『ノンフィクション作家だってお化けは怖い』KADOKAWA 2015年、のち文庫
- 『皇后の真実』幻冬舎、2015年、同文庫、2017年
- 『三番町のコタカさん 大妻コタカ伝』ワック、2016年
- 『読ませる自分史の書き方』幻冬舎新書、2016年
- 『後妻白書 幸せをさがす女たち』小学館、2016年
  - 『百年の快楽』小学館文庫、2019年。加筆し改題
- 『種村良平のIT企業成功哲学』学研、2017年
- 『怖い顔の話』角川文庫、2018年
- 『凡人の怪談 不思議がひょんと現れて』中央公論新社、2018年
- 『美智子さまその勁き声』毎日新聞出版、2019年
- 『サザエさんと長谷川町子』幻冬舎新書、2020
- 『女性皇族の結婚とは何か』毎日新聞出版　2021年

### 共編著
- 『晩香坡の愛 田村俊子と鈴木悦』スーザン・フィリップス共著 ドメス出版 1982年
- 『とはいえ、熟年離婚に物申す』ねじめ正一共著、メディア・パル 2008年
- 『皇族の「公」と「私」 思い出の人、思い出の時』寬仁親王との対話、PHP研究所 2009年
- 『くじけてなるものか 笹川良一が現代に放つ警句80』幻冬舎、2011年 のち文庫
- 『お帰りやす、天皇陛下。』井上章一共著、ビジネス社 2023年

### 翻訳
- 『自由訳・養生訓　貝原益軒』(洋泉社新書、2006年)